# Ibra Kébé
Ali Ibrahim Kébé Baye (nacido el 24 de diciembre de 1978), conocido comúnmente como Ibra Kébé, es un futbolista senegalés, actualmente juega en el FK Anzhí Majachkalá.

## Carrera
En 2002, Kébé firmó un contrato por el Spartak de Moscú e hizo su debut en la Liga de Campeones en la derrota fuera de casa ante el FC Basilea
A pesar de un comienzo relativamente brillante de su carrera en el Spartak, pero después su rendimiento fue bajando en el club ruso. El defensor senegalés dejó el Spartak después de dos temporadas con el club.Para jugar por el PFC Spartak de Nalchik, y después de su descenso de a la Primera División de Rusia, firmó por el FK Anzhí Majachkalá. 
En enero de 2009, Kébé esperaba firmar por el recién ascendido a la Premier League de Rusia, el FC Rostov, pero el acuerdo fracasó a causa de una grave lesión de rodilla.

## Clubes
| Club                   | País    | Año       |
| ---------------------- | ------- | --------- |
| ASC Jeanne d'Arc       | Senegal | 2000-2001 |
| Spartak de Moscú       | Rusia   | 2001-2004 |
| Alania Vladikavkaz     | Rusia   | 2005      |
| PFC Spartak de Nalchik | Rusia   | 2006      |
| FK Anzhí Majachkalá    | Rusia   | 2006-2012 |

- Datos: Q383446
- Multimedia: Kebe Baye / Q383446